# Dvůr Králové nad Labem (nádraží)
Dvůr Králové nad Labem je železniční stanice v jihozápadní části stejnojmenného města v okrese Trutnov v Královéhradeckém kraji. Leží na jednokolejné trati Pardubice–Liberec. Stanice není elektrizovaná.

## Historie
Stanice byla vybudována jakožto součást Jihoseveroněmecké spojovací dráhy (SNDVB), autorem univerzalizované podoby stanice je pravděpodobně architekt Franz Reisemann, který navrhoval většinu výpravních budov této dráhy. Práce zajišťovala brněnská stavební firmy bratří Kleinů a Vojtěcha Lanny. 1. června 1858 byl s královédvorským nádražím uveden do provozu celý nový úsek trasy z Jaroměře do stanice Horka u Staré Paky, odkud byla trať následujícího roku prodloužena dále do Liberce.
Kvůli složitému přírodnímu reliéfu krajiny se trať táhne po kopcovitém úbočí údolí Labe, nádraží tak vzniklo ve vzdálenosti asi 4 kilometry od centra sídla (mimo katastr tehdy okresního města). V roce 1893 byly vypracovány plány na spojovací trať a stavbu městského nádraží, k realizaci však nikdy nedošlo a z původní stanice byla později vystavěna nákladní vlečka pro obsluhu průmyslových podniků. Jednalo se o jediný projekt odbočné trati, kterou chtěla SNDVB realizovat.
Po zestátnění SNDVB společně s ÖNWB v roce 1908 pak obsluhovala stanici jedna společnost, Císařsko-královské státní dráhy (kkStB), po roce 1918 pak správu přebraly Československé státní dráhy.

## Popis
Nachází se zde jedno poloostrovní oboustranné nástupiště, k příchodu na nástupiště slouží přechod přes koleje. Nástupiště bylo v roce 2016 rekonstruováno a vyvýšeno pro zvýšení bezpečnosti při výstupu a nástupu do vlaků.